# La tendresse (canción de Bourvil)
«La tendresse» es una canción en francés con letra escrita por Noël Roux y música compuesta por Hubert Giraud. El primer artista en grabarla y popularizarla fue Bourvil en 1963, Marie Laforêt y Maurice Chevalier la cantaron al año siguiente. 

## Texto y música
El texto presenta la ternura humana como natural, consoladora de las amarguras de la existencia e incluso esencial al amor universal. Particularmente conmovedora, la música con ritmo en tres tiempos evoca un vals que el modo menor impregna de nostalgia.
La canción se distribuyó en un super 45 rpm con otras tres canciones de Bourvil, luego en un álbum 33, 30 cm, de la discográfica Pathé.
Este título debe distinguirse de la canción La tendresse de Jacques Brel, compuesta en 1959, y de la canción titulada La tendresse interpretada en 1973 por Daniel Guichard, cuyo texto y música difieren.

## Versiones e interpretaciones
Aparece en la recopilación Tendre Bourvil, publicada en 1973. Esta canción fue versionada en 1964 por Maurice Chevalier, así como en el álbum Viens sur la montagne de Marie Laforêt.
La canción también ha sido interpretada por muchos artistas, entre ellos Allan Vermeer, Maurane, el grupo de reggae Kana, Morice Benin, Nolwenn Leroy, Patrick Fiori, el Trio Esperança, Luc Arbogast, Corinne Sauvage, Mouloudji, Jean Lefebvre, Kids United, Standing on the zinc, Zaz y Jenifer para Les Enfoirés. También existe una versión en yiddish (con un verso en francés) del grupo Les Yeux Noirs, bajo el título Liebkeit (las Tendresse)  en el álbum Balamouk.
En marzo de 2020, por iniciativa del guitarrista Valentin Vander, cuarenta y cinco músicos y cantantes interpretan, desde su lugar de confinamiento, La tendresse en forma de Sinfonía contenida, en apoyo a las víctimas de la pandemia de Covid-19, interpretación retransmitida el 29 de marzo de 2020.
En 2020, la canción fue versionada por Margaux Joubert como parte de un anuncio. En mayo de 2021, el artista italiano Stefano Mauro (Pepemauro) ofrece una reescritura de la canción en italiano. En mayo de 2022, el cantante Renaud versiona esta canción con motivo de su álbum de versiones Métèque.